# Полајна
Полајна (словен. Polajna) је насељено место у општини Зрече, Савињска регија, Словенија.

## Историја
До територијалне реорганизације у Словенији била је у саставу старе општине Словенске Коњице. Полајна као самостално насеље постоји од 1998. године. Настала је издвајањем дела из насеља Странице.

## Становништво
У попису становништва из 2011. године, Полајна је имала 53 становника.
| Број становника према пописима | Број становника према пописима |
| ------------------------------ | ------------------------------ |
| 2002                           | 2011                           |
| З                              | 53                             |

Напомена: Године 1998. настала издвајањем дела из насеља Странице. Године 2004. извршена је мања размена територија између насеља Мала Гора и Полајна.
- Ознака З представља заштићене податке.